# 1483 год в литературе

## События
- Алишер Навои начинает работу над «Пятерицей».
- Ицхак Абрабанель, еврейский учёный, комментатор Танаха, бежит из Португалии, будучи замешанным в заговоре против короля.

## Книги и пьесы

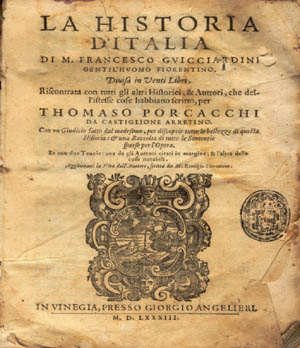
Титульный лист издания «Истории Италии» Гвиччардини

- 22 февраля — миссал Missale Romanum Glagolitice
- Первое издание поэмы «Влюблённый Роланд» Боярдо
- Вышла в свет рыцарская поэма «Морганте» Луиджи Пульчи .
- «Гербовник Конрада фон Грюненберга»
- Флавио Бьондо, итальянский историк, издаёт в Венеции свой труд Historiarum ab inclinatione romanorum imperii«Historiarum ab Inclinatione Romanorum Imperii» («Декады истории, начиная от упадка Римской империи») — история Европы в тридцати двух книгах.
- «Catholicon Anglicum» английско-латинский словарь.
- Вышел в Швеции сборник из 122 латинских басен «Dialogus creaturarum»

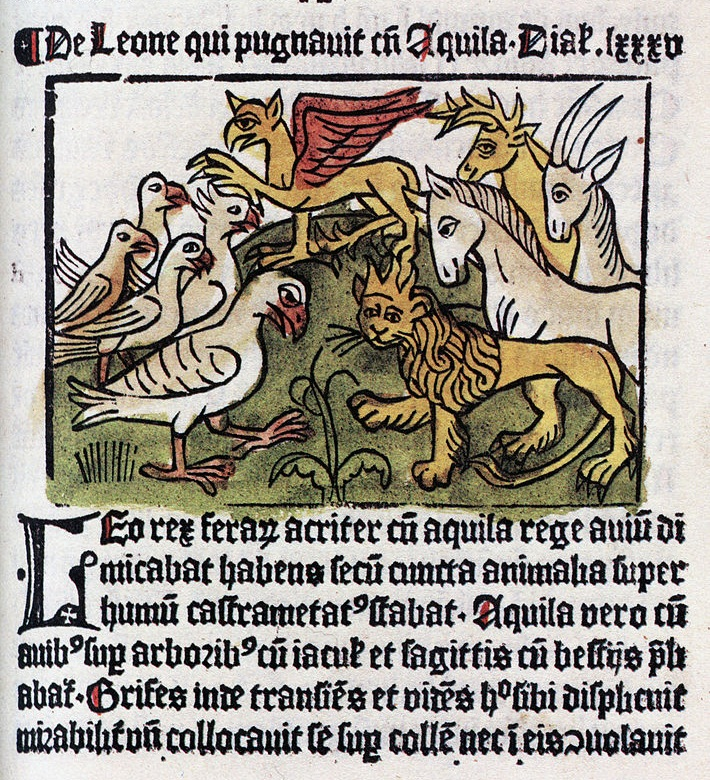
Иллюстрация из «Dialogus creaturarum»

## Родились
- 14 февраля — Бабур, правитель Индии и Афганистана, поэт и писатель (ум. 1530).
- 4 марта — Алессандро Пацци де Медичи, итальянский гуманист, писатель, поэт, переводчик с греческого (ум. 1530).
- 6 марта — Франческо Гвиччардини, итальянский мыслитель и историк, автор исторических трудов (ум. 1540).
- 10 ноября — Мартин Лютер, богослов, инициатор Реформации, ведущий переводчик Библии на немецкий язык (ум. 1546).
- Даниэль Бомберг, голландский первопечатник (ум. 1553).
- Паоло Джовио, итальянский учёный-гуманист, историк, биограф, автор «Книги о посольстве Дмитрия Герасимова к папе Клименту VII… в 1525» (ум. 1552).
- Андреа Наваджеро, итальянский поэт (ум. 1529).

## Скончались
- Кан Хи Мэн, корейский художник и писатель (род. 1424).